# Gndevaz
Gndevaz är ett berg i Armenien.   Det ligger i provinsen Vajots Dzor, i den sydöstra delen av landet, 110 kilometer öster om huvudstaden Jerevan. Toppen på Gndevaz är 2 541 meter över havet.
Terrängen runt Gndevaz är huvudsakligen lite bergig. Runt Gndevaz är det ganska glesbefolkat, med 42 invånare per kvadratkilometer.. Närmaste större samhälle är Jermuk, 8,6 kilometer norr om Gndevaz. 
Trakten runt Gndevaz består i huvudsak av gräsmarker.